# Korowai
Korowai, także: Kolufo, Korowajowie – lud papuaski z indonezyjskiej części Nowej Gwinei. Ich liczebność szacuje się na ok. 3 tys. osób.
Pierwszy kontakt zewnętrzny z ludem Korowai został udokumentowany w 1974 r. Posługują się własnym językiem korowai (dialekty: północny, południowy), a część z nich zna także języki indonezyjski i malajski papuaski. Użycie tych języków jest silnie ograniczone. Osoby ze znajomością języka narodowego to przede wszystkim osoby młodsze.
Korowajowie uzyskali krajowy i międzynarodowy rozgłos za sprawą pogłoski, jakoby praktykowali kanibalizm. Rozprzestrzeniło się przekonanie, że wśród nich wciąż występuje rytualny kanibalizm. Antropolodzy przypuszczają, że kanibalizm przestał być praktykowany przez klany Korowai, które miały częsty kontakt z osobami z zewnątrz. Nowsze doniesienia sugerują, że niektóre klany zostały nakłonione do promowania miejscowej turystyki poprzez utrwalanie mitu, że kanibalizm jest wciąż trwającą praktyką.
Rozniosła się także pogłoska, jakoby Korowajowie żyli w wysokich domkach zbudowanych na drzewie. Zostali przedstawieni w odcinku serii dokumentalnej „Planeta ludzi”, w którym wprowadzali się do domu zbudowanego wysoko na drzewie. Później stacja BBC wydała oświadczenie, w którym ujawniła, że domy zostały zbudowane na potrzebę zagranicznych filmowców.
Nazwa „Korowai”, używana w języku indonezyjskim, została nadana przez osoby z zewnątrz. Sama ludność Korowai określa się jako bolü-anop („osoba z terytorium klanu”), a swój język nazywa bolü-aup lub bolü-an-aup („język rodzimy”). W języku korowai spotykane są też określenia kolufo-anop (ludność Korowai) i kolufo-aup (język korowai). Egzonim „Korowai” to indonezyjska adaptacja wyrazu kolufo.